# Madeleine Leininger
Madeleine Leininger (* 13. Juli 1925 in Sutton, Nebraska, USA; † 10. August 2012 in Omaha, Nebraska) war eine Professorin für Krankenpflege, die sich als Pflegetheoretikerin auf dem Gebiet der Erforschung der inter- bzw. transkulturellen Pflege einen Namen gemacht hat.

## Biographie
Ihre Karriere als Krankenschwester begann Madeleine Leininger an der St. Anthonys School of Nursing in Denver und arbeitete anschließend im Kadettenkorps. 1950 erhielt sie einen B.S. in Biologie mit den Nebenfächern Philosophie und Humanistik. Sie arbeitete als Unterrichtsschwester und als Stationsleitung. In dieser Zeit eröffnete sie eine neue psychiatrische Abteilung als Direktorin des Pflegedienstes in Omaha.
1954 erhielt sie den Magister in psychiatrischer Krankenpflege und rief das erste klinische Ausbildungsprogramm für psychiatrische Pflege ins Leben. 1959 promovierte Leininger mit dem Schwerpunkt auf kultureller und psychologischer Anthropologie. Sie führte ethnographische und ethnopflegerische Studien beim Gadsup-Volk in Neuguinea durch, wo sie fast zwei Jahre lebte. Die Ergebnisse dieser Studien halfen ihr bei der Entwicklung ihrer Pflegetheorie; damit war der Grundstein für die Entwicklung der Theorie der kulturellen Pflege gelegt. Leininger stützte sich in ihrer Theorieentwicklung auf das Kulturkonzept des Anthropologen Edward B. Tylor (1832–1917). Als Professorin für Krankenpflege und Anthropologie an der Universität von Colorado hielt sie 1966 die erste Vorlesung über transkulturelle Krankenpflege.
1968 führte sie das Council on Nursing and Anthropology (CONAA) bei der Amerikanischen Anthropologischen Vereinigung ein. 1974 rief sie an der Universität Magister- und Doktorandenprogramme in transkultureller Krankenpflege ins Leben.
Im Jahr 1997 nahm Madeleine Leininger am »Ersten internationalen Pflegetheorienkongress Nürnberg« teil und sprach zur »Theorie der kulturspezifischen Fürsorge«.
Madeleine Leininger hat mindestens 12 wichtige Kulturen untersucht sowie ethnographische und ethnopflegerische Forschungen durchgeführt. Berichte von Doktoranden und Kollegen aus nahezu 60 verschiedenen Kulturen flossen in die Entwicklung der Theorie mit ein.

## Transkulturelle Pflege
Das Pflegemodell der Transkulturellen Pflege basiert auf der 1966 veröffentlichten Pflegetheorie von Leininger. In ihrer Theorie Kulturelle Dimensionen menschlicher Pflege legt sie die Grundlage für die auch als Culture Care oder Interkulturelle Pflege bezeichnete  Modell, dass jeden Menschen, sowohl Gepflegten wie auch Pflegenden, als durch seine Kultur sowie durch Werte und Normen seines sozialen Umfeldes geprägtes ganzheitliches Wesen. Er hat das Bedürfnis entsprechend dieser Vorstellungen zu leben, zu interagieren und behandelt zu werden.

## Werke
- Nursing and Anthropology. Two Worlds to Blend, New York, 1970.
- Transcultural Nursing. Concepts, Theories and  Practices, New York, 1978.
- Culture care diversity and Universality. A theory of nursing. National League for Nursing Press, New York 1991, ISBN 0-88737-519-7.
- Kulturelle Dimensionen menschlicher Pflege, Lambertus-Verlag Freiburg/B. 1998, ISBN 3-7841-0823-7.
- Die Theorie der kulturspezifischen Fürsorge zur Weiterentwicklung von Wissen und Praxis der professionellen transkulturellen Pflege. In: Osterbrink, Jürgen (Hrsg.)(1998): Erster internationaler Pflegetheorienkongreß Nürnberg. Hans Huber: Bern, S. 73 f.
- mit Susanna Alban und Cheryl L. Reynolds: Multikulturelle Pflege, Urban und Fischer, München Jena 2000, ISBN 3-437-26360-9.

## Auszeichnungen
- 1975 Ehrendoktorwürde des Benedictine College, Atchison, Kansas[4]
- 1976 Auszeichnung als Anerkennung für bedeutende Beiträge für die »American Association of Colleges of Nursing«[4]